# Puigcardener
El Puigcardener és un petit turó a la vora del riu Cardener on començà la història de Manresa en ser el primer lloc que es va poblar de la ciutat, entre altres coses, per la seva alçada relativa a la resta del terme.
Cap al segle vi aC s'hi assentà un poblat ibèric del qual, recentment, s'han recuperat diversos materials, especialment ceràmics, que permeten identificar la seva existència. Sembla que s'hi va mantenir fins al segle i aC, sent la capital dels lacetans que habitaven les comarques actuals del Bages, Solsonès, Anoia i Segarra.
Actualment hi ha la Seu de Manresa i s'hi construeixen uns nous accessos des de la plaça de la Reforma. Aquests nous accessos constaran de diferents miradors entre el nivell de la plaça i el nivell de la Seu. Cal recordar que l'execució d'uns accessos adequats a la Seu des de la Reforma era un projecte que la ciutat tenia pendent des de 1915 quan es redactà el projecte d'escalinates d'Alexandre Soler i March.
Documentat des de 1034, on ara hi ha la Seu sembla que hi havia hagut un castell. Poques referències es troben al respecte però es poden veure les muralles que van ser construïdes entre els segles xii i xiii, ja que Manresa va ser ciutat fortificada, vegueria i lloc de mercat. Es conserva una torre quadrada de l'antiga muralla. També se sospita que fora del recinte, a Puigterrà o turó del castell s'aixecava un altre castell del que se'n conserven petites restes.